# Las Vinatas
Las Vinatas är en ort i Mexiko.   Den ligger i kommunen General Heliodoro Castillo och delstaten Guerrero, i den södra delen av landet, 190 km söder om huvudstaden Mexico City. Las Vinatas ligger 1 356 meter över havet och antalet invånare är 565.
Terrängen runt Las Vinatas är huvudsakligen kuperad, men åt sydost är den bergig. Terrängen runt Las Vinatas sluttar norrut. Runt Las Vinatas är det ganska glesbefolkat, med 21 invånare per kvadratkilometer. Närmaste större samhälle är Tlacotepec, 15,6 km sydväst om Las Vinatas. I omgivningarna runt Las Vinatas växer huvudsakligen savannskog.